# Linia 1 metra w Barcelonie
Linia 1 metra w Barcelonie – druga najstarsza linia metra w Barcelonie oznaczana kolorem czerwonym. Powstała w roku 1926 pod nazwą Ferrocarril Metropolitano Transversal de Barcelona. Akcja połączenia stacji kolejowych została zainicjowana w związku z wystawą światową EXPO, która odbyła się w 1929 roku na barcelońskim wzgórzu Montjuïc (stacja Espanya). Szczególną cechą tej linii jest rozstaw szyn wynoszący 1672 mm, charakterystyczny dla naziemnej sieci kolejowej Hiszpanii. Wszystkie pozostałe linie posiadają europejski rozstaw szyn. W trakcie budowy, w roku 1924, 11 robotników zginęło wskutek zapadnięcia się ziemi pomiędzy ulicami Comte d'Urgell i Casanova.
Pierwotnie linia liczyła 6 stacji (odcinek Universitat – Sants). Linię rozbudowywano do roku 1992, kiedy to otwarto ostatnią, trzydziestą stację. Całkowita długość trasy wynosi obecnie 20,7 kilometra.
Chociaż większość trasy przebiega pod ziemią, na krótkim odcinku przed i za stacją Mercat Nou (jedną z dwóch stacji na powierzchni ziemi w Barcelonie) tory poprowadzono po powierzchni ziemi, równolegle do torów kolejowych. Linię obsługują dwie stacje techniczno-postojowe: w Santa Eulalia i Sagrera.
Na trasie linii L1 kursują pociągi klasy 4000 i 6000.
Obecnie wznowiono prace nad planowanym wydłużeniem linii L1. Od stacji Fondo miałaby być wydłużona do Badalony (gdzie będzie połączenie z linią 2); Z drugiego końca planowane jest jej przedłużenie z Hospital de Bellvitge poprzez do Sant Boi de Llobregat.